# Alchemilla semihirta
Alchemilla semihirta är en rosväxtart som beskrevs av Robert Buser och Pierre Jacquet. Alchemilla semihirta ingår i släktet daggkåpor, och familjen rosväxter. Inga underarter finns listade i Catalogue of Life.